# Alóadas

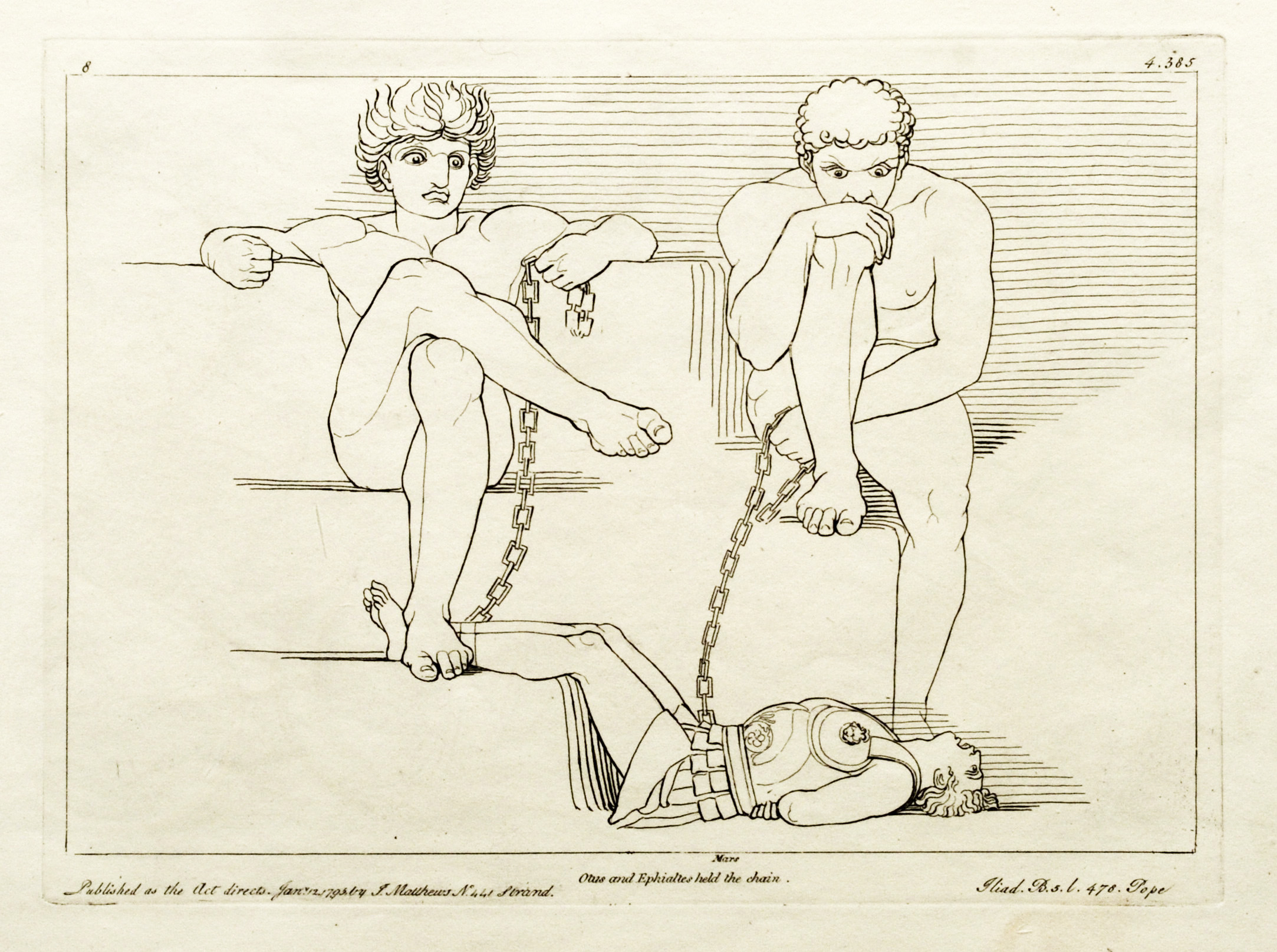
Talla dulce, obra de Tommaso Piroli (1752–1824) a partir de un dibujo de 1793 de John Flaxman, empleada en una edición inglesa de 1795 de la Ilíada: Oto y Efialtes mantienen encadenado a Ares.

En la mitología griega, los Alóadas (Ἀλωάδαι / Alôadai; o Ἀλωεῖδαι / Alôedai) eran dos gemelos llamados Oto y Efialtes, hijos de Poseidón e Ifimedea, esposa de Aloeo, personaje este último por el que son llamados así.
Eran gigantes fuertes y agresivos, que ya medían seis codos y medio de alto a los doce años de edad. La hermana de los Alóadas, descrita como tan grande como ellos, era llamada Plátano o Elate.

## Hazañas míticas
Los Alóadas quisieron en un momento dado asaltar el monte Olimpo, para lo cual apilaron el monte Osa sobre el Pelión (los cuales miden 1550 y 1650 metros). Como prueba más de su atrevimiento, se cuenta que Efialtes tenía interés amoroso por Hera y Oto por Artemisa.
Lograron secuestrar a Ares y le mantuvieron preso en una vasija de bronce encadenado durante trece meses. Solo fue liberado cuando Hermes robó la vasija. Después, Artemisa se transformó en cierva y huyó saltando entre ellos. Los Alóadas, que no querían dejarla escapar, arrojaron flechas y así cada uno mató al otro. En otra versión, es Apolo quien envía la cierva.
Se decía que los Alóadas sufrían un castigo en los Infiernos: permanecer atados con serpientes a una columna sobre la que había posada una lechuza dándose siempre la espalda.

## Culto e interpretación del mito

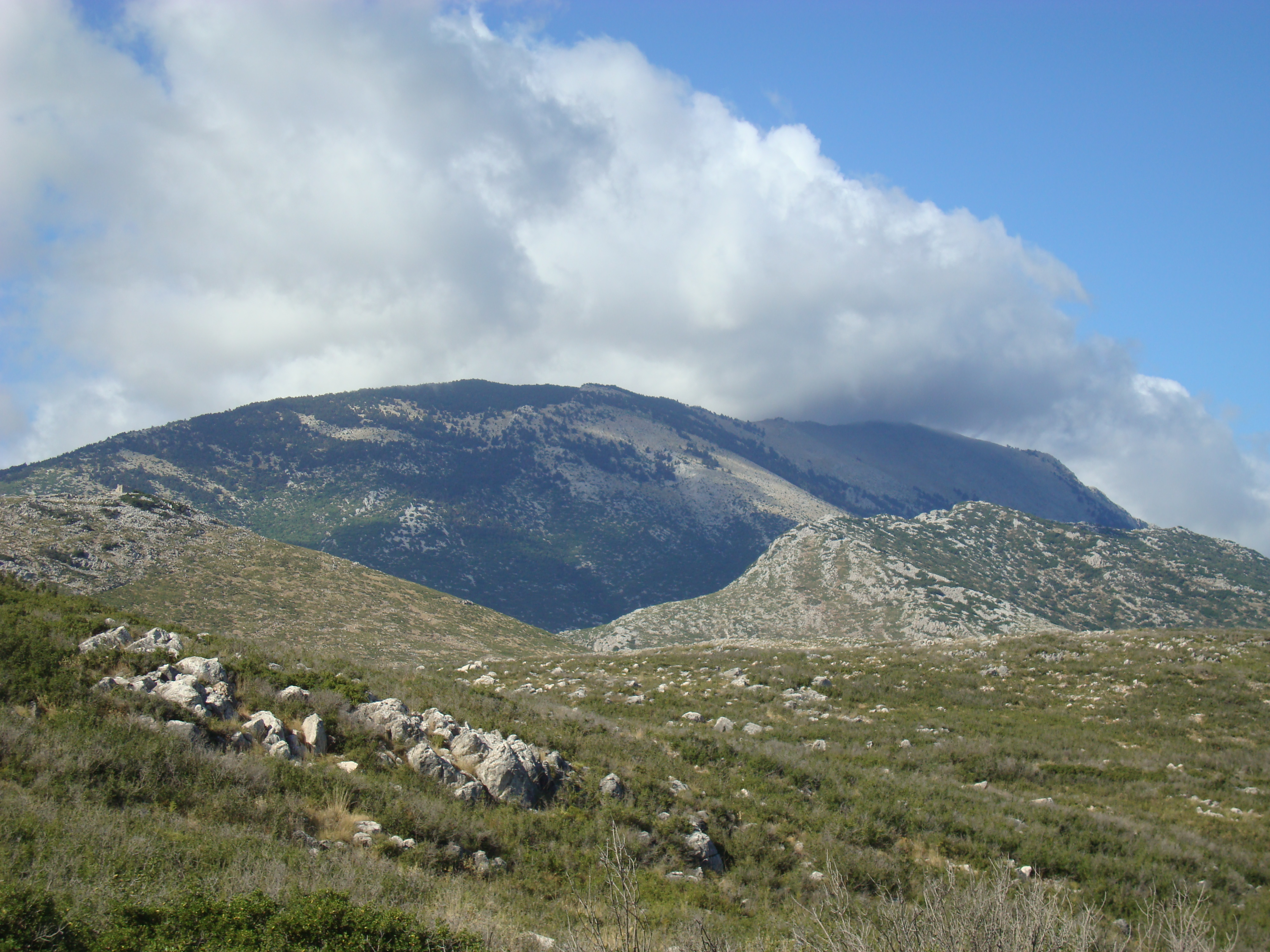
Monte Zagarás (el «Helicón» de la antigüedad).

Algunos consideran a los Alóadas caritativos portadores de la civilización, por fundar ciudades y enseñar cultura a la humanidad. Específicamente, en Naxos y la beocia Ascra, la pareja era muy venerada. Por otra parte, los Alóadas fueron los primeros en sacrificar a las Musas, estableciendo que el monte Helicón sería su lugar sagrado.
Diodoro Sículo, en la Biblioteca histórica, describe un mito local de la isla de Naxos: los tracios secuestraron a las mujeres de Tesalia, incluida la madre de Aloadas, Ifimedea, y se las llevaron a la isla, que entonces se llamaba Estróngile. Oto y Efialtes, a la cabeza de las tropas, navegaron hacia la isla y derrotaron a los tracios que allí se encontraban. Los residentes locales comenzaron a venerarlos como héroes.
Su tumba se mostraba en Antedón. Las fuentes antiguas contienen indicios de su veneración en las islas de Naxos, Creta, en Caria .

## En laDivina comedia
En la Divina comedia de Dante Alighieri, Efialtes se encuentra entre cuatro gigantes que están en torno a un pozo que separa al octavo y al noveno círculos del infierno.